# Agathis macrophylla
Agathis macrophylla es una especie de conífera dentro de la familia de las Araucariaceae. Solamente se puede encontrar en Fiyi, islas Salomón y Vanuatu. 

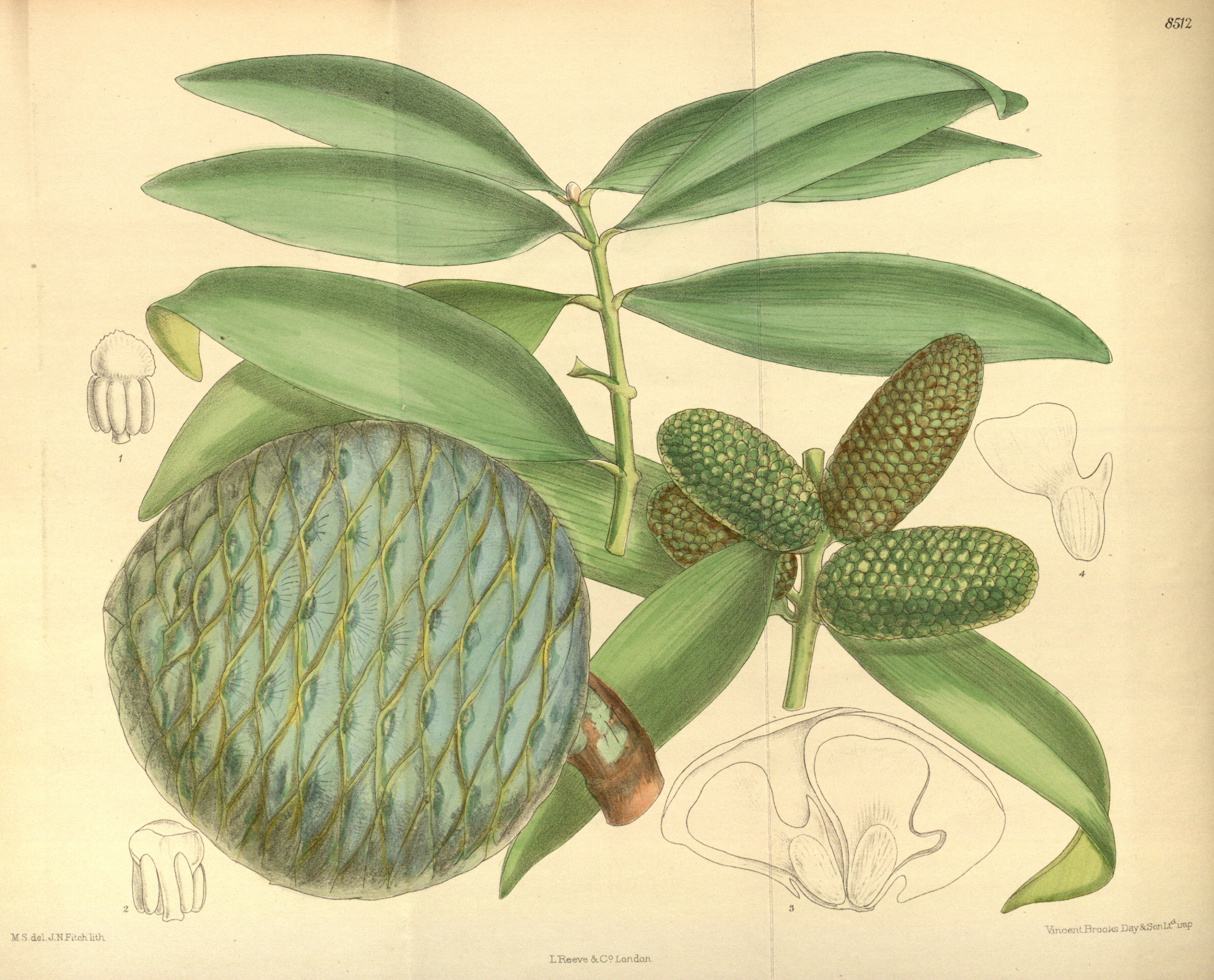
Ilustración

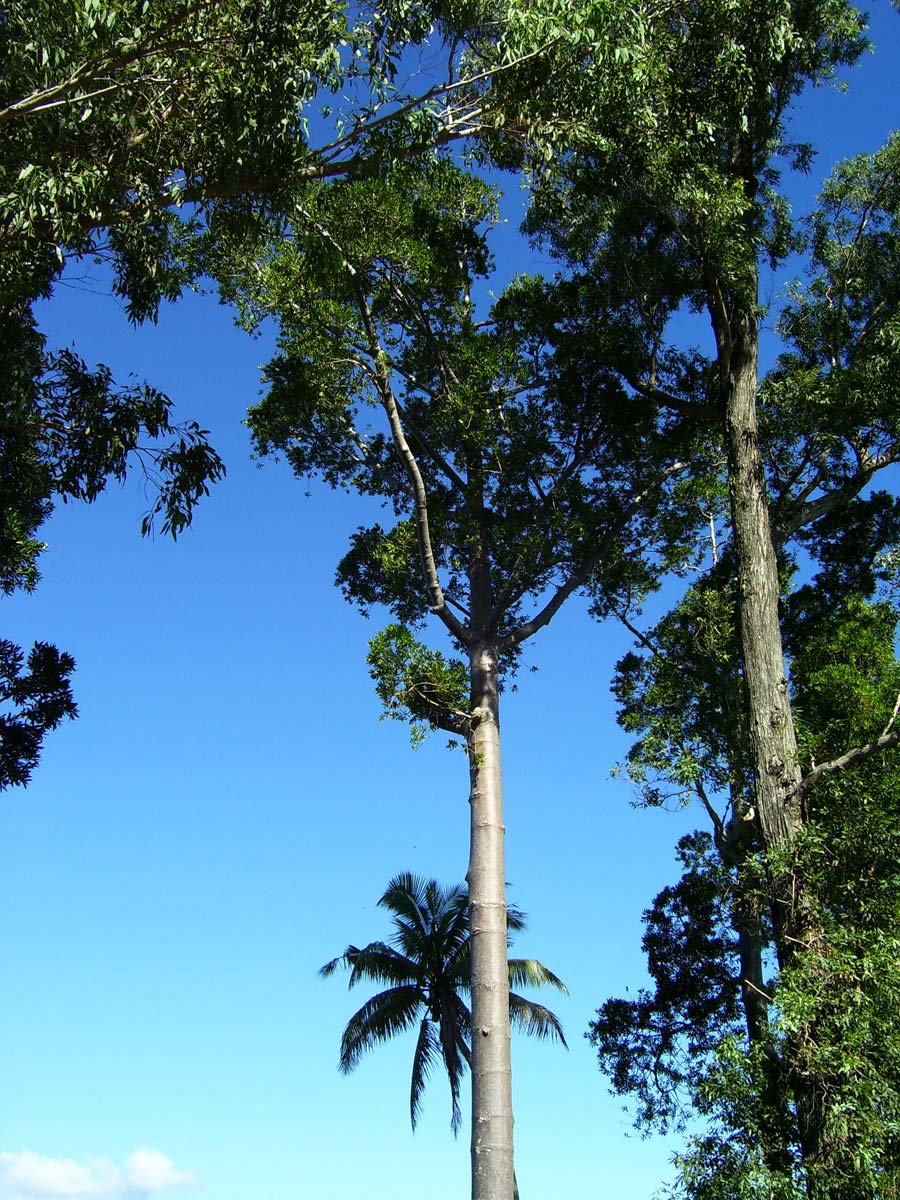
Vista del árbol

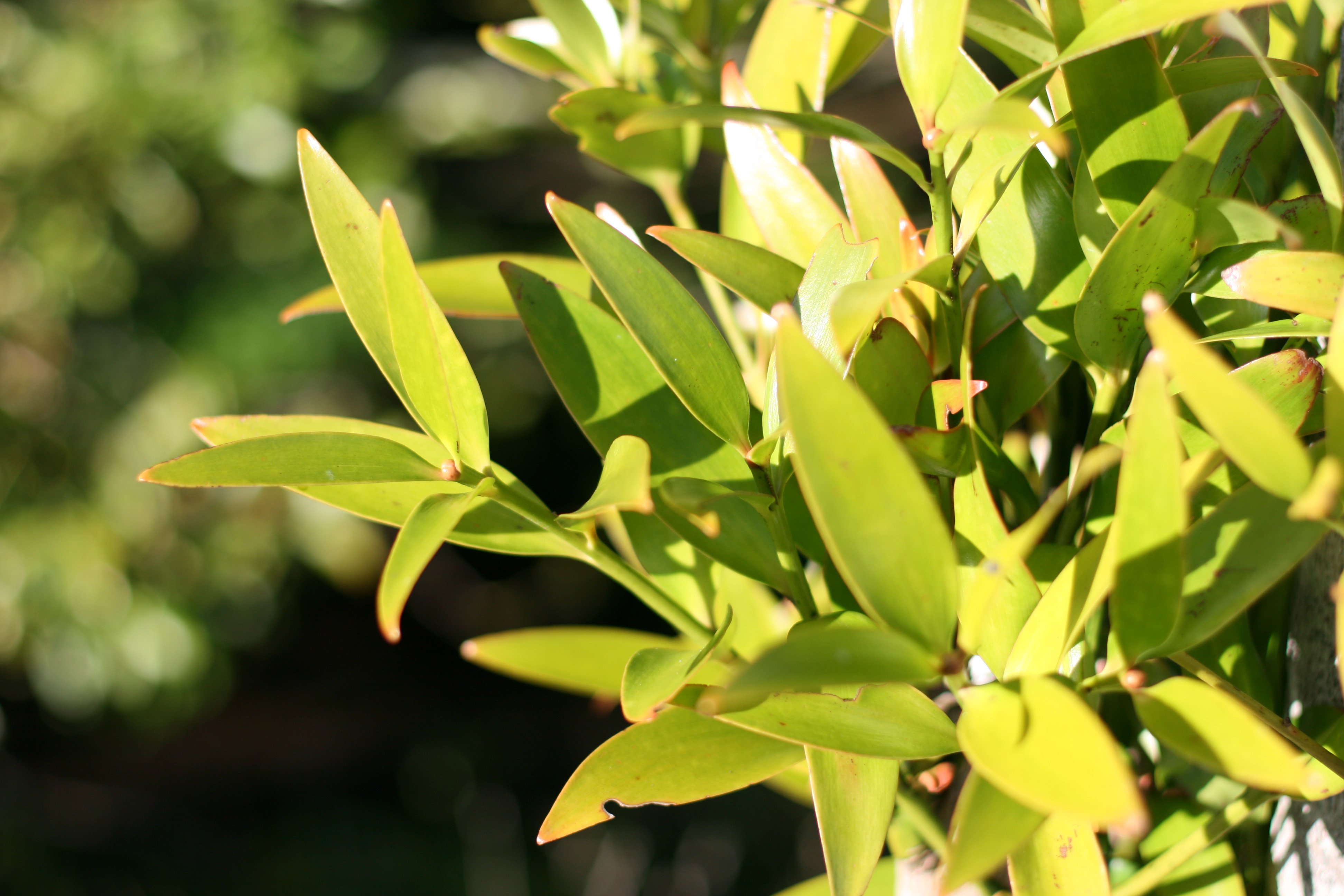
Detalle de las hojas

## Descripción
Agathis macrophylla es un árbol que alcanza un tamaño de  40 m de altura y 100 cm de diámetro con un fuste limpio debajo de una copa amplia de difusión y ramas ascendentes. La corteza de color gris, escamosa, exfoliante en parches irregulares; rojiza la corteza interna. Las ramitas casi cuadrangulares, suaves, marrón oliva. Hojas subopuestas en cortos pecíolos aplanados, coriáceas, de color verde claro a glauco. Los conos de polen axilares, solitarios, de 25-45 × 8-15 mm en un pedúnculo de 3-7 mm. Conos de semillas, solitarios en pedúnculos gruesos, de 10-13 cm de diámetro, globosos, lisos, verde, a veces glaucos, resinosos, y marrón cuando madura. Las semillas de 12-15 × 7-8 mm, ovoide-oblonga, con una gran ala 20-25 x 10-15 mm y un ala pequeña de sólo 3-6 mm de ancho.

## Distribución y hábitat
Es originaria de Fiyi, islas Salomón y Vanuatu donde se encuentra a una altitud de 75 a 900 metros. Normalmente aparece como un árbol emergente desde las tierras bajas hasta los bosques tropicales montanos bajos, generalmente en suelos derivados de rocas volcánicas. Emplea una estrategia de regeneración en brecha y por lo tanto es capaz de perpetuarse dentro de los bosques en la ausencia de gran perturbación.

## Ecología
A. macrophylla es uno de los árboles más grandes de su gama, y se presenta como un dominante un  árbol emergente en los bosques cerrados y húmedos y las tierras bajas tropicales de montaña. Especies vegetales asociadas varían de un lugar a otro, pero incluyen a: Cryptocarya turbinata, Ilex vitiensis, Garcinia vitiensis, Palaquium spp., y Podocarpus spp. en Vanuatu, Calophyllum vitiense, Dacrydium nidulum, Retrophyllum vitiense, Fagraea berteroana, y Podocarpus spp. en Fiyi.
Es una de las especies de mayor crecimiento en su género, capaz de crecer 1-1,5 metros de altura anualmente en la ligera sombra en áreas abiertas, donde el crecimiento es más rápido. La especie es bastante tolerante a la sombra, especialmente en el estado de plántula, aunque el crecimiento es lento bajo la represión. Sus sistemas de raíces fuertes hacen posible que los árboles maduros puedan soportar ciclones y sembrar rápidamente en lagunas. La especie en su conjunto vive largo tiempo, capaz de alcanzar edades de 300-1000 años.

## Taxonomía
Agathis macrophylla fue descrita por (Lindl.) Mast. y publicado en Journal of the Royal Horticultural Society 14: 197. 1892.
Sinonimia
- Agathis brownii (Lem.) L.H.Bailey
- Agathis longifolia (Lindl. ex Gordon) Warb.
- Agathis obtusa (Lindl.) Mast.
- Agathis vitiensis (Seem.) Benth. & Hook.f. ex Drake
- Dammara brownii Lem.
- Dammara brownii var. macrophylla (Lindl.) Carrière
- Dammara longifolia Lindl. ex Gordon
- Dammara macrophylla Lindl.
- Dammara obtusa Lindl.
- Dammara perousei C.Moore ex Hook.
- Dammara vitiensis Seem.[4]